# Márcia Marinho
Márcia Regina Serejo Marinho (Caxias, 22 de outubro de 1963 — Teresina, 3 de fevereiro de 2024) foi uma política brasileira. Exercia também as atividades de médica e empresária.
Era filha da desembargadora Maria Madelena Serejo (ex-presidente do TJMA) e de José Crispim Serejo. Irmãos: Benevenuto Serejo (advogado), Fernanda Serejo (advogada) e Armando Serejo (advogado). Casada com Paulo Marinho. Filhos:  Paulo Marinho Júnior, Larissa Marinho e João Victor Marinho.

## Carreira Política
Márcia Serejo Marinho foi diretora da CAEMA, São Luís, 1992-1994. Secretária Municipal da Criança e Ação Social de Caxias-MA, de 1993-1994. Foi eleita deputada federal em 1994. Foi eleita prefeita de Caxias, para exercer o mandato de 2001-2005.
Eleita posteriormente deputada estadual, teve suas contas na prefeitura rejeitadas pelo Tribunal de Contas. Em 2010, seu registro para nova candidatura foi indeferido pelo TRE.
Morreu em 3 de fevereiro de 2024 aos 60 anos, ela estava internada em um hospital de Teresina onde tratava um câncer.